# Enterprise, Nevada
Enterprise, Nevada là một cộng đồng dân cư thuộc quận lỵ quận thuộc tiểu bang Nevada, Hoa Kỳ.
Cộng đồng này được đặt tên theo. Nó có diện tích là 125,9 km² trong đó diện tích mặt nước là 0,0 km². Theo điều tra dân số của Cục điều tra dân số Hoa Kỳ năm 2008, cộng đồng có dân số 78.848 người.

## Nhân khẩu
Theo điều tra dân số [1] năm 2000, đã có 14.676 người, 5.917 hộ gia đình, và 3.804 gia đình sống trong các CDP. Mật độ dân số là 301,9 người trên một dặm vuông (116.6/km ²). Có 6.609 đơn vị nhà ở mật độ trung bình của 136.0/sq mi (52.5/km ²). Các trang điểm chủng tộc của các CDP là 82,30% người da trắng, 3,16% người Mỹ gốc Phi, 0,80% người Mỹ bản xứ, 5,19% châu Á, Thái Bình Dương 0,55%, 4,04% từ các chủng tộc khác, và 3,96% từ hai hoặc nhiều chủng tộc. Hispanic hay Latino thuộc một chủng tộc nào được 12,03% dân số.
Có 5.917 hộ, trong đó 25,1% có trẻ em dưới 18 tuổi sống chung với họ, 51,7% là đôi vợ chồng sống với nhau, 7,9% có nữ hộ và không có chồng, và 35,7% gia đình được không. 25,0% của tất cả các hộ gia đình đã được tạo ra từ các cá nhân và 5,6% có người sống một mình 65 tuổi hoặc lớn tuổi hơn là người. Cỡ hộ trung bình là 2,47 và cỡ gia đình trung bình là 2,97.
Trong CDP dân số được trải ra với 20,5% ở độ tuổi dưới 18, 8,9% 18-24, 30,8% 25-44, 28,4% 45-64, và 11.4% từ 65 tuổi trở lên người. Độ tuổi trung bình là 39 năm. Đối với mỗi 100 nữ có 104,7 nam giới. Đối với mỗi 100 nữ 18 tuổi trở lên, đã có 103,5 nam giới.
Thu nhập trung bình cho một hộ gia đình trong các CDP là $ 50.667, và thu nhập trung bình cho một gia đình là $ 54.841. Phái nam có thu nhập trung bình $ 36.971 so với 28.446 $ cho con cái. Thu nhập bình quân đầu người cho CDP là 25.063 $. Khoảng 6,6% của các gia đình và 8,6% dân số sống dưới mức nghèo khổ, bao gồm 12,1% của những người dưới 18 tuổi và tăng 7,2% của những người 65 tuổi hoặc hơn.